# Antenor Bogéa
Antenor Américo Mourão Bogéa, ou apenas Antenor Bogéa, (Grajaú, 8 de outubro de 1909 – Brasília, 4 de setembro de 1997) foi um advogado, professor e político brasileiro, outrora deputado federal pelo Maranhão.

## Dados biográficos
Filho de Abraão Fernandes Bogéa e Francelina Mourão Bogéa. Advogado diplomado em 1932 pela Faculdade de Direito de São Luís, foi auxiliar de gabinete da Junta Governativa Maranhense que chegou ao poder após a Revolução de 1930 e logo a seguir interrompeu sua graduação ao ser nomeado prefeito de Grajaú pelo interventor Luso Torres em novembro do referido ano. Exerceu a cargo até abril de 1931, quando regressou aos bancos universitários. Em 1933 assumiu o cargo de promotor de justiça em Grajaú.
Em 1940 foi transferido para São Luís. Na capital maranhense ficou ao dispor da Procuradoria-Geral do Estado, dirigiu a divisão de imprensa do Departamento Estadual de Imprensa e Obras Gráficas, foi delegado auxiliar da Polícia Civil e chefe interino de polícia do estado no primeiro trimestre de 1943, além de secretário particular do interventor Paulo Ramos e diretor do Serviço de Defesa Civil do estado. Catedrático da Faculdade de Direito de São Luís em 1944, exerceu a função de fiscal do estado para os serviços de infraestrutura (água, esgotos, luz, tração) e prensa de algodão e foi chefe de gabinete da interventoria.
Eleito deputado federal pela UDN em 1945 e 1950, ajudou a escrever a Constituição de 1946. Relegado à suplência nas duas eleições seguintes, voltou à Faculdade de Direito de São Luís. Em 1959 foi eleito presidente da seccional maranhense da Ordem dos Advogados do Brasil, posição à qual seria reconduzido mais de uma vez ao longo dos anos. Membro do Instituto Histórico e Geográfico do Maranhão e da Academia Maranhense de Letras, foi candidato a senador pelo PDC em 1962 e a vice-governador na chapa de Costa Rodrigues em 1965, mas foi derrotado nos dois casos, sendo que em 1965 José Sarney foi eleito governador. Abandonando a vida política, integrou o conselho diretor da Faculdade de Direito de São Luís.
Aposentado como procurador do Estado, tornou-se membro da Associação Internacional de Direito Penal em 1969. Nomeado para uma cadeira no corpo diretor da Universidade Federal do Maranhão em 1972 pelo presidente Emílio Garrastazu Médici, aposentou-se na referida instituição e foi membro do Conselho Estadual de Cultura no governo Osvaldo Nunes Freire.
Pai do diplomata e compositor Antenor Bogéa e primo do político Raimundo Bogéa.

## Obras
- 1962 - Estudos de Direito e Processo Penal
- 1982 - Encontro com o passado